# Cyathea grata
Cyathea grata är en ormbunkeart som beskrevs av Karel Domin. Cyathea grata ingår i släktet Cyathea och familjen Cyatheaceae. Inga underarter finns listade.